# Pseudoeurycea aurantia
Pseudoeurycea aurantia är en groddjursart som beskrevs av Luis Canseco-Márquez och Gabriela Parra-Olea 2003. Pseudoeurycea aurantia ingår i släktet Pseudoeurycea och familjen lunglösa salamandrar. IUCN kategoriserar arten globalt som sårbar. Inga underarter finns listade i Catalogue of Life.